# Système familial
Un système familial désigne, en sciences sociales, un groupe de parenté considéré sous l'angle du holisme méthodologique, c'est-à-dire comme un ensemble fini d'éléments entretenant entre eux des relations, telles que la somme des relations individuelles n'est pas égale à l'ensemble ainsi défini. Cet ensemble appelé système possède donc des propriétés autonomes (émergentes) qui diffèrent de la seule action des individus. Cette approche du milieu familial se situe à l'opposé de l'individualisme méthodologique, lequel considère les acteurs individuels comme indépendants, pour l'essentiel, de l'influence des groupes sociaux (dont la famille) dans lesquels ils évoluent.
Le terme de système familial est surtout employé en thérapie familiale systémique, et en histoire de la famille.

## Systémique sociale
Le terme de système familial commence à apparaître de façon régulière dans les travaux de systémique sociale appliquée à la psychologie, sous l'impulsion de l'école américaine de Palo Alto, avec l'essor de la théorie générale des systèmes regroupant progressivement à partir des années 1950 différentes écoles scientifiques (cybernétique, théorie de l'information, théorie des jeux, théorie des graphes, etc). La prise en considération, dans l'analyse de comportements individuels, du rôle de l'entourage familial agissant en tant que système, continue encore aujourd'hui à être largement prise en compte en matière de psychologie dans l'approche systémique des organisations. En dehors du domaine de la psychologie en revanche, les systémiciens anglo-saxons (K.E.Boulding, T.Parsons) ne retiennent pas habituellement l'échelon familial dans les niveaux hiérarchiques des systèmes humains et sociaux.

## Histoire de la famille
L'approche méthodologique holiste se retrouve dès le XIXe siècle dans les descriptions de l'organisation de la famille par l'ingénieur et sociologue Frédéric Le Play, qui s'est particulièrement intéressé au système familial pyrénéen à transmission préciputaire (famille souche). S'il emploie le terme d'organisation familiale plus que celui de système (non encore en usage à l'époque), sa formulation sera à l'origine d'une résurgence intellectuelle à partir des années 1960, après un siècle d'oubli. C'est le Cambridge Group for the History of Population and Social Structure, dirigé par Peter Laslett qui reprend le principe d'étude des systèmes familiaux décrit par Le Play (à partir des recensements et des modalités de transmission du patrimoine), et identifie un autre système, la famille nucléaire (individualiste), largement prédominante en Angleterre mais non décrite par Le Play car beaucoup plus rare sur le continent.
En France, la méthode leplaysienne est reprise à partir des années 1960 d'abord par Jean Yver et Emmanuel Le Roy Ladurie, puis par un nombre croissant d'historiens de la famille au sein du courant naissant de l'anthropologie historique, qui s'inspire des méthodes des ethnologues et de l'analyse structurale de la parenté chez Claude Lévi-Strauss. Les termes de systèmes familiaux ou de structures familiales sont en général employés dans le même sens. C'est Georges Augustins qui utilise le plus souvent le terme de système, remodelant la classification des types familiaux de Le Play : dans son livre Comment se perpétuer publié en 1989 et devenu un des premiers ouvrages de référence dans le domaine, la famille souche devient le « système à maison » (selon le concept décrit par Lévi-Strauss dans les années 1970), la famille instable le « système à parentèle », et la famille patriarcale le « système à lignage ».

## Travaux d'Emmanuel Todd
Emmanuel Todd, formé à l'histoire par Emmanuel Le Roy Ladurie, puis à Cambridge par Peter Laslett, va considérablement populariser la conception holiste et systémique de la famille, au point que le concept de système familial (ou structure familiale) est maintenant largement lié à son nom auprès du grand public. L'originalité de son approche, développée notamment dans ses livres La Troisième Planète (1983), L'Enfance du monde (1984), L'Invention de l'Europe (1990) et Le Destin des immigrés (1994), est non seulement d'envisager, dans la tradition holiste, une « programmation » inconsciente des individus dans leur enfance par le milieu familial, mais surtout de la relier aux grandes évolutions idéologiques, politiques, religieuses ou économiques des sociétés dans lesquelles ces individus évoluent. Comparant l'évolution géographique de ces phénomènes sociaux de grande ampleur avec celle des systèmes familiaux, assez bien établie en Europe par de nombreuses monographies, Emmanuel Todd conclut à l'existence de lois de structure gouvernant la distribution des sociétés humaines en un petit nombre de configurations organisationnelles parmi la quantité théoriquement infinie de cultures collectives possibles. Par exemple, la naissance du protestantisme en Allemagne, puis sa diffusion dans certaines régions d'Europe (sud-ouest de la France, Pays-Bas, Scandinavie, etc.) et non dans d'autres, s'expliquerait par des lois de structure communes aux populations de ces différentes régions, lois qui définissent en l’occurrence la famille souche: parce que l'héritage y est préciputaire (un seul enfant succèdera aux parents comme chef de maison), la structure mentale des individus les prédispose à accepter la prédestination divine d'un petit nombre d'élus.
Sans se référer explicitement de l'anthropologie structurale de Claude Lévi-Strauss, Emmanuel Todd en utilise néanmoins les principes fondamentaux: holisme méthodologique, autonomie du système collectif hors de la conscience des individus qui le composent, comparatisme géographique, souci de la recherche historique avec étude d'un large éventail de monographies, transdisciplinarité des sources, prédictibilité et exhaustivité des modèles théoriques, etc. Il reconnaîtra plus tard, après avoir renoncé à la méthode structurale dans le courant des années 1990 pour une perception diffusionniste des phénomènes étudiés, sa dette initiale envers son lointain parent : « Au départ, je me suis rangé comme tout un chacun sous la bannière du structuralisme cher à mon lointain cousin Lévi-Strauss ».